# Harry Nyquist
Harry Nyquist (n. 7 februarie 1889, Nilsby, Värmland, Suedia – d. 4 aprilie 1976, Harlingen, Texas, SUA) a fost un inginer electrotehnist și fizician american de origine suedeză, cu numeroase contribuții în domeniile comunicațiilor, stabilității amplificatoarelor electronice cu reacție și în teoria sistemelor și controlului automat.

## Copilăria și studiile
Nyquist s-a născut în parohia Stora Kil din Nilsby, Värmland, Suedia, fiul lui Lars Jonsson Nyqvist (n. 1847) și Katrina Eriksdotter (n. 1857). Părinții săi au avut alți șase copii: Elin Teresia, Astrid, Selma, Aemelie, Olga Maria și Axel. Niciunul din cei șapte frați nu a fost botezat. Harry a emigrat în SUA în 1907.
În 1912 a fost admis la Universitatea Dakota de Nord, pe care a absolvit-o în 1915, cu diplomă de master. În 1917 a obținut și un doctorat în fizică de la Universitatea Yale.

## Cariera
A lucrat la AT&T în cadrul Departamentului de Dezvoltare și Cercetare între 1917 și 1934, și a continuat să lucreze acolo și după 1934, când Departamentul său s-a reorganizat și redenumit Laboratoarele Bell, până când s-a pensionat în 1954.
Nyquist a primit Medalia de Onoare IEEE în 1960 pentru "contribuțiile fundamentale la înțelegerea cantitativă a zgomotului termic, transmisiei datelor și reacției negative."
În octombrie 1960 a primit și Medalia Stuart Ballantine din partea Institutului Franklin și, în 1969, a primit a patra Medalie a Fondatorilor din partea Academiei Naționale Britanice de Inginerie "ca recunoaștere a numeroaselor contribuții fundamentale în domeniul ingineriei."
După pensionare Nyquist a trăit în Pharr, Texas, și a murit în Harlingen, Texas la 4 aprilie 1976.

## Contribuții
Ca inginer la Laboratoarele Bell, Nyquist a efectuat studii importante ale zgomotului termic ("zgomotul Johnson–Nyquist"), stabilității amplificatoarelor cu reacție, și în domeniile telegrafiei, faxului, televiziunii, și în alte domenii legate de telecomunicații. Împreună cu Herbert E. Ives, a contribuit la dezvoltarea primelor faxuri realizate de AT&T și prezentate public în 1924. În 1932, a publicat o lucrare importantă despre stabilitatea amplificatoarelor cu reacție. Criteriul de stabilitate Nyquist poate fi găsit astăzi în orice manual de teoria sistemelor cu reacție.
Studiile sale teoretice preliminare despre determinarea lățimii de bandă necesare pentru transmiterea informației a pus bazele descoperirilor ulterioare ale lui Claude Shannon, care au condus la dezvoltarea teoriei informației.
În 1927, Nyquist a calculat că numărul de impulsuri independente ce pot fi transmise printr-un canal telegrafic în unitatea de timp este limitat la dublul lățimii de bandă a canalului. Nyquist și-a publicat rezultatele în lucrarea Certain topics in Telegraph Transmission Theory („Unele aspecte ale teoriei transmisiunilor prin telegraf”, 1928). Această regulă este o formulare a ceea ce astăzi este cunoscut drept Teorema de eșantionare Nyquist–Shannon.